# OpenEMR
OpenEMR是一款支持电子医疗记录（EMR）的醫療實踐管理軟體。OpenEMR获得了ONC Complete Ambulatory EHR认证，并具备完整的電子醫療紀錄、醫療實踐與管理、日程安排及電子帳單等功能。
伺服器端是運用PHP編寫，可以与LAMP架构共同使用，支持所有PHP操作系统。
OpenEMR是受GNU通用公共許可(GPL)條款約束的自由開源軟體，积极进行多种语言的国际化与本地化，并在世界各地的线上论坛提供免费支持。截至2024年4月，已經超過10個國家的30多家供應商提供商業支援。

## 特點
- 受ONC Complete Ambulatory EHR 認證；
- 病患数量统计；
- 病人診療排程；
- 電子醫療紀錄 ；
- 處方紀錄；
- 電子處方（需第三方进行OpenEMR特定的整合，如WENO Exchange、NewCrop、Allscripts）；
- EPCS （电子处方控管物质，需第三方提供OpenEMR特定整合，如WENO Exchange、NewCrop、Allscripts）；
- 醫療帳單整合；
- 臨床決策規則；
- 病患登录入口；
- 醫療報告整合；
- 具有自由和開源軟體的優勢及好處；
- 安全性；
- 支援多語言。

## 擴張
據在美國的統計，OpenEMR已在医生办公室、诊所及其他小型医疗保健设施中安装了超过5000台设备，為超過3000多萬名患者提供服務。國際上，OpenEMR已被安装在超过15000个医疗保健设施中，服务超过45000名从业者和9000多万名病患。。和平工作團計畫將OpenEMR納入其EHR系統；肯尼亚Siaya区域医院（220个床位）正在使用OpenEMR；惠普印度計畫將OpenEMR用於其移動健康中心專案。包括巴基斯坦、波多黎各、澳大利亞、瑞典、荷蘭、以色列、印度,，馬來西亞、尼泊爾、印度尼西亞、百慕達、雅美尼亞、肯亞和希臘在内的多个国家正在测试或使用OpenEMR，并积极进行本地化
。

## 獲獎
OpenEMR在2012及2013皆獲得了 "最佳開源應用程式” 類別的Bossie獎。

## 發展
OpenEMR的官方程序库於2010年10月20日從CVS遷移到git。該專案的主程式庫位於Github上。同时在SourceForge、Google Code、Gitorious、Bitbucket、Assembla、CodePlex及Repo.or.cz上有官方镜像程序库。

### OEMR
OEMR是一個非營利組織，成立于2010年7月，旨在支援OpenEMR專案。OEMR是持有ICSA和InfoGard實驗室ONC HER認證的實體。

### 認證
OpenEMR版本4.1.0（2011年9月23日發布）、4.1.1（2012年8月31日發布）和4.1.2（2013年8月17日發布）獲得了ICSA實驗室的2011 ONC完整流動EHR認證。
OpenEMR版本4.2.0（2014年12月28日發布）、4.2.1（2016年3月25日發布）和4.2.2（2016年5月19日發布）獲得InfoGard實驗室的2014 ONC模組化流動EHR認證。
OpenEMR版本5.0.0（2017年2月15日發布）、5.0.1（2018年4月23日發布）、5.0.2（2019年8月4日發布）獲得InfoGard實驗室的2014 ONC完整動態EHR認證。
OEMR组织负责管理和提供ONC认证。

## 歷史
OpenEMR最初由Synitech開發，1.0版本於2001年6月發布，名為MP Pro（MedicalPractice Professional）。之后对大部分代码进行重新设计，以符合健康保險流通和責任法案(HIPAA) 並提高安全性。一年後，即2002年7月，該產品作為OpenEMR 1.3版重新推出。2002年8月OpenEMR根據GNU通用公共许可证发布，成為一個自由開源項目，並在SourceForge上註冊。项目发展到2.0版本时，Pennington 公司 (Pennfirm) 於2003年接任主要維護者。Pennington还任命Rod Roark、Andres Paglayan和James Perry Jr.为项目管理员。最终，他采取了其他方向，并于2009年8月由Brady Miller接任项目管理员，Asher Densmore-Lynn为共同管理员。
2018 年，Project Insecurity在系統中發現了近30個安全漏洞，这些漏洞都已被及时解决。

## 外部連結
- 官方网站